# Перстені Нібелунгів
«Перстені Нібелунгів» — фільм 2005 року.

## Сюжет
У часи, коли злі чари правили світом, народився хлопчик. У нього була могутня сила ще з дитячих років. Коли він виріс, то його полюбила сестра короля Бургундії, досконала дівчина Крімгільда. Він вирушає на пошуки коханої, знаючи, що й вона на нього чекає. На його шляху зустрічається безліч перешкод, але він подолає їх усі, навіть драконів.
| Фільми | Це незавершена стаття про кінофільм. Ви можете допомогти проєкту, виправивши або дописавши її. |